# Claude Brévan
Claude Brévan, (née Claude, Louise, Jeanne  Roch), née le 11 mars 1940, est une Française, architecte, directrice départementale de l'équipement, déléguée interministérielle à la ville et au développement social urbain (1998-2005), membre de la Commission nationale du débat public.

## Biographie
Claude Brévan complète sa formation d'architecte DPLG par un certificat d'études supérieures d'aménagement. De 1970 à 1997 elle occupe diverses fonctions d'encadrement tant dans des départements qu'au ministère de l'équipement. Elle est ainsi directeur départemental de l'équipement en Eure-et-Loir puis dans les Yvelines,  chef de service puis directrice au ministère de l'équipement. De 1991 à 1992 elle est conseillère technique des ministres Louis Besson, puis Paul Quilès. Elle est ensuite nommée inspectrice générale de la construction. 
En 1998 elle succède à Jean Daubigny en qualité de déléguée interministérielle à la ville et au développement social urbain, fonction qu'elle occupe jusqu'en 2005. En novembre elle représente l'État (ministère de la ville) au Conseil national du bruit. En 2003 elle est membre du conseil d'administration de l'Établissement public national d'aménagement et de restructuration des espaces commerciaux et artisanaux . Par arrêté du 2 juillet 2004 Claude Brévan est nommé membre de  conseil d'administration de l'Agence nationale pour la rénovation urbaine.
De 2006 à 2010 elle est membre de l’Observatoire national de la pauvreté et de l’exclusion sociale. En novembre 2009 elle est nommée membre du conseil d'administration du Conseil national de l’insertion par l’activité économique.
En décembre 2011 elle est nommée présidente du conseil d'administration de la SA d'HLM Coopérer pour habiter.
En novembre 2012 Jean-Marc Ayrault, premier ministre, la nomme comme un des trois membres de la commission de dialogue qu'il vient de créer afin de trouver une issue au conflit autour du projet  d'aéroport Notre-Dame-des-Landes. Le rapport remis  au ministre délégué aux Transports Frédéric Cuvillier ne remet pas en cause le projet mais recommande des aménagements.
En mars 2014 Claude Brévan est nommée à la Commission nationale du débat public, où elle est une des personnes qualifiées. Elle est remplacée par Loïc Blondiaux en mai 2020. Au cours de son mandat Claude Brévan est nommée à plusieurs reprises présidente de la Commission Particulière du Débat Public et garante du processus de concertation. 
Présidente de la  Commission Particulière du Débat Public :
Parc éolien en mer Courseulles-sur-Mer
Projet EuropaCity,
Garante du processus de concertation :
Plan national de gestion des déchets,
Parc pilote « les éoliennes flottantes du golfe du Lion » au large du Barcarès (Pyrénées-Orientales) et de Leucate (Aude)
Projet de prolongement du tramway T1 vers Nanterre et Rueil-Malmaison
Projet de parc pilote d'éoliennes flottantes « Provence grand large » au large du golfe de Fos (Bouches-du-Rhône)

### Décorations
Grand officier (2017) dans l'Ordre national du mérite
Chevalier dans l'Ordre de la légion d'honneur (1995)

## Publications
Une nouvelle ambition pour les villes : de nouvelles frontières pour les métiers, Paris, 2001, la Documentation française, 176 p. (co-auteur 
Paul Picard)
La médiation sociale , coll. Repères, La Documentation Française, décembre 2004
Vivre en ville,  ouvrage collectif, éditions Berger Levrault, 1982 • « Ville : une nouvelle ambition pour les métiers », la Documentation française, 2001
Politique de la ville et approches innovantes dans le champ de la santé mentale (co-auteur Catherine Richard) Dans Michel Joubert, Santé mentale, ville et violences. Toulouse, ERES, « Questions vives sur la banlieue », 2004, p. 327-336. DOI : 10.3917/eres.joube.2004.01.0327. URL : https://www.cairn.info/sante-mentale-ville-et-violences--9782749202211-page-327.htm
Politiques temporelles : un enjeu essentiel de la politique de la ville, (co-auteur Dominique Larousse), Millénaire 3, Métropole Lyon [lire en ligne]
Politique de la ville, intégration jeunesse, actes des ateliers de l'intégration locale, Nantes, 1999, .Paris, Agence pour le développement des relations interculturelles, 136 p. (co-auteur Jean Gaeremynck)
Les ateliers santé ville - Territoires, santé publique et politiques de santé au niveau local, La Documentation Française, 2003